# Arthur Hannequin
Arthur Hannequin, né le 27 octobre 1856 à Pargny-sur-Saulx (Marne) et décédé le 4 juillet 1905 dans la même ville, est un philosophe français.

## Biographie
Arthur Édouard Hannequin, dont le père était instituteur public puis receveur des postes, a fait ses études au collège de Vitry-le-François. En 1879, à 22 ans, il est professeur de philosophie au collège de Wassy (Haute-Marne). Il est reçu premier à l'agrégation de philosophie en 1882. Il enseigne ensuite dans les lycées de Bar-le-Duc et d'Amiens, avant d'être nommé en 1884 à la faculté des lettres de Lyon. Il soutient sa thèse de doctorat en 1895. Pendant de nombreuses années, il a été professeur d'histoire de la philosophie et des sciences à la faculté des lettres de Lyon.
Il est élu correspondant de l'Académie des sciences morales et politiques le 21 décembre 1901.
Il a écrit un essai critique sur l'hypothèse des atomes dans la science contemporaine en 1895 dont la thèse était l'« atome n'est qu'un concept ». Cette publication a été citée[réf. nécessaire] comme « une œuvre considérable qui restera et fera honneur au XIXe siècle ». Les documents[réf. nécessaire] indiquent qu'Arthur Hannequin a été l'un des tout premiers, sinon le premier, des métaphysiciens de notre temps.
Il est décédé le 4 juillet 1905, à l'âge de 48 ans, et fut inhumé au cimetière de l'église de Pargny-sur-Saulx.

## Distinctions et hommages
Arthur Hannequin était chevalier de la Légion d'honneur, officier de l'Instruction publique et correspondant de l'Institut.
Son nom a été donné à une rue de sa ville natale de Pargny-sur-Saulx.

## Publications
- Introduction à l'étude de la psychologie, Paris, G. Masson, 1890, 138 p. (en ligne, sur Gallica).
- Essai critique sur l'hypothèse des atomes dans la science contemporaine, Paris, G. Masson, 1908, IV-419 p. (en ligne). Bertrand Russell a publié un long compte rendu de cet ouvrage[3].
- Études d'histoire des sciences et d'histoire de la philosophie, 2 vol., Paris, Alcan, 1908.